# 茶色のスカプラリオ

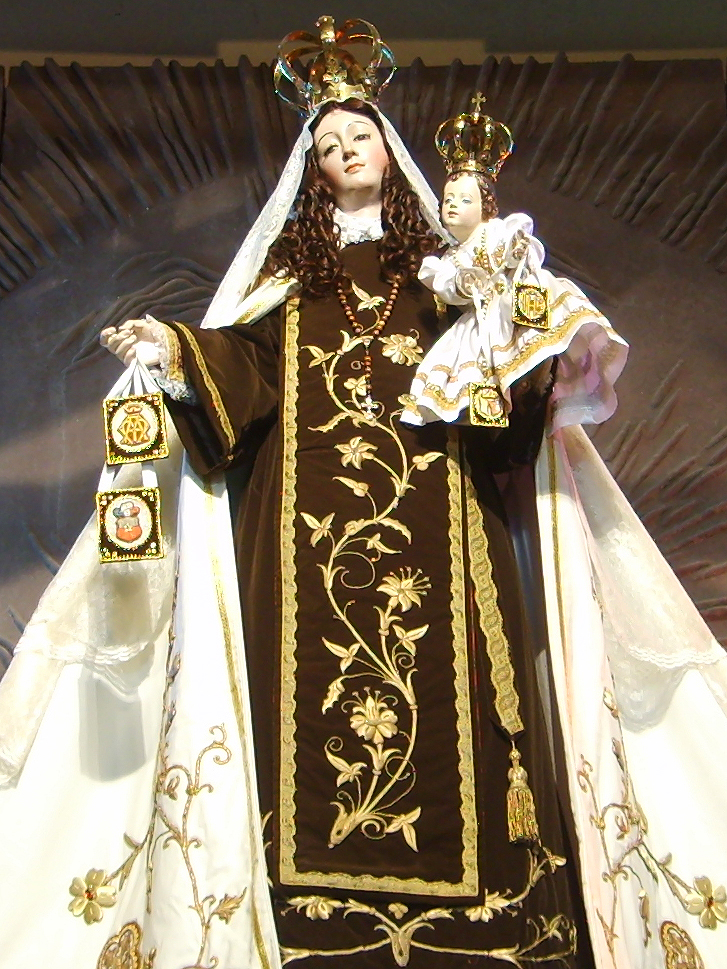
茶色のスカプラリオを持ったカルメル山の聖母マリア像

カルメル山の聖母のスカプラリオ（茶色のスカプラリオとしても知られる）は、カルメル修道会と跣足カルメル修道会の修道服である。「カルメル山の聖母」は聖母マリアの、先述の2つの修道会の保護者としての役目の名称である。このスカプラリオの小型版は、宗教的なアイテムとして、そして他の信仰者用スカプラリオのプロトタイプとして、カトリック教会の中で広く一般的に普及している。カルメル山の聖母マリアの祝日は 7月16日で、一般的にこの日に茶色のスカプラリオを授与される。
バチカン教皇庁（聖座）（Sancta Sedes）の典礼秘跡省（Congregatio de Cultu Divino et Disciplina Sacramentorum）では、茶色のスカプラリオは、「御子と、母でありカルメル山の女王である聖母マリア、の親子関係を形度ったもので、それを身に付ける者は自分自身の全てを彼女の保護に任せる忠実な支持者であり、聖母の仲裁に頼り、精神的な生命の優越性と祈りの要を心にとめて忘れない。」と発言した。

## 起源と信心の歴史
スカプラリオが実際に衣服の一部として着用された起源は、実際に労働する時の前かけの一種としてであり、頻繁に修道士に着用されていたものであった。大きな布切れを2枚、小さな小切れを使って肩越しに前と後ろにつながる形となる。それはいくつかの修道会の修道服に組み込まれていった。その修道会の中にはカルメル山の聖母の修道士、カルメル会も入っていた。当初のカルメル会の隠修士（hermit）が、カルメル山の聖地に12世紀まで暮らしていた時は、彼らが腰紐が付いたチュニックとストライプのマントといった巡礼者特有の格好をしていた。カルメル会が13世紀の中旬にヨーロッパへ移動し、そして托鉢修道会の修道士となった。その時彼らは茶色の腰ひもを使ったチュニック、茶色いスカプラリオ、カプチン（capuche）と呼ばれる頭巾を取り入れた新しい修道服、白いマントを採用した。
伝統的な説明によると、聖母マリアがケンブリッジ（Cambridge）の聖サイモン・ストック（Simon Stock)のもとに現れた。彼は13世紀中頃のカルメル会の総会長である初期のこの伝説は、14世紀後半からのものであり、次のように記録されている。「聖サイモンはイギリス人であり、偉大な聖人で敬虔な信仰を有し、そして彼はいつも自分の祈りの中で、聖母に彼の修道会に対し、いくつかの願い事をしていた。すると聖母が彼のもとに現れ、彼にスカプラリオを手渡してこう言った。「これをあなたに授けます。これはあなたたちへの恵みです。これを身に付けて死ぬものは救われるでしょう。」
中世期になると、修道服は修道会の会員に取って非常に重要な位置を占めるアイデンティであった。修道服を脱ぐと言うことは修道会を去ることを意味していた。
1369年のカルメル会の会則では、スカプラリオを着用せずにミサを司式すると、カルメル会を自動的に破門となる、と明記している。1324年から1394年のカルメル会会則はスカプラリオを着用せずに就寝することは、深刻な違反であると見做していた。
「スカプラリオ信心の起源は、中世において、修道者ではない一般の信仰者からカルメル会とその霊性に深く関係したいという願いが見られたことによる。」と言う意見もある。一般信者で、フラタニティや信徒会、カルメル会の第三会(en)に属する人々にとって、そこに所属する現れとなるものを身に纏うことは慣例的なものであった。特に修道服の一部に関連したもので、腰紐や外套、スカプラリオなどである。カルメル会の信徒会では托鉢修道士が着用していた白い外套を見に纏っていた。修道服そのものまで着用していた時期もある。
一般的になじみが深い形である小さな茶色のスカプラリオと、聖母がそれを着衣する者への救済の約束は、カルメル会の総会長だったジョバンニ・ダッティスタ・ロッシ(Giovanni Battista Rossi)によって、一般信徒の中で広まり、昇格し始めた。

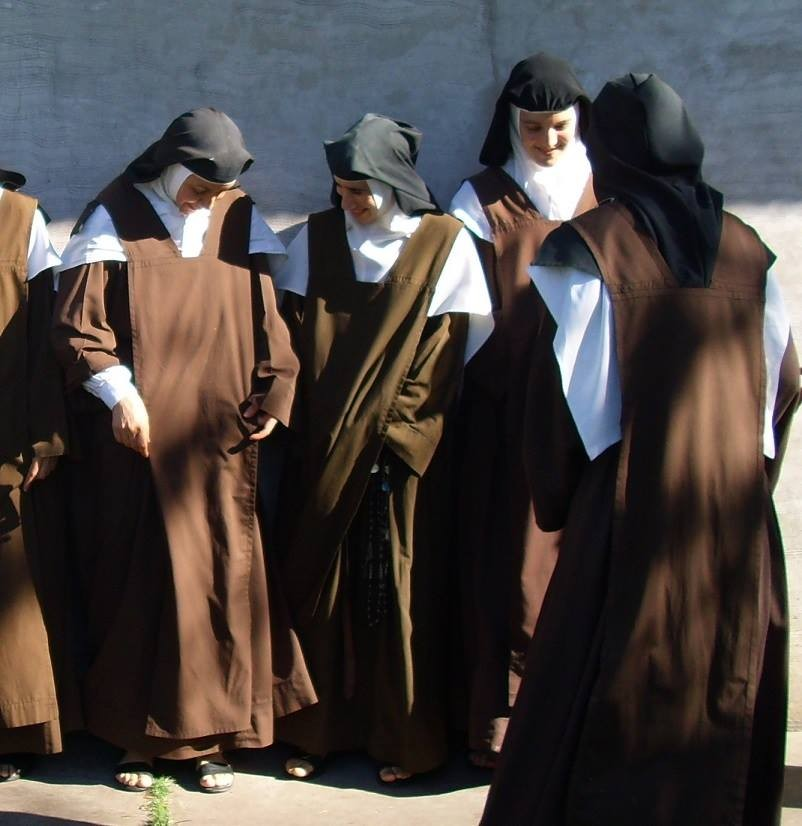
跣足カルメル会の修道女が茶色のスカプラリオを着ている姿

カルメル会のスカプラリオがヨーロッパに広く広まったのは、16世紀の終わり頃と言われている。1600年のカルメル会修道士イジディオ・リオディリカト・ダ・シャカ （Egidio Leoindelicato da Sciacca） は、「ガルディーノ　カメリタノ」（Giardino Carmelitano）を著したが、これには、修道士への祝福方法、完全な修道服を受け取った一般信者、在俗カルメル会用のスカプラリオの祝福の方法が記載されている。これは、初期の一般信者向けのスカプラリオの祝福の方法である。修道女用のスカプラリオへの言及は何も含まれておらず、一方、修道士については、スカプラリオについて特別の祝福の方法があることもまた注目すべき点である。

## 歴史的な問題点
カルメル会の最初の1世紀に近代学術の光を当てて見るならば、聖サイモン・ストックに現れた聖母のスカプラリオのビジョンに歴史的な問題が持ち上がる。この聖母出現の話が出回り始めたのは14世紀後半のことである。その当時には、約150年前の1251年にこの聖母出現の出来事が起こったと、度々言われるようになった。この約150年という期間の長さを考慮すると次のような問題が起こる。まず、聖サイモン・ストックの初期の人生や、奇跡についての記述がないこと、カルメル会のスカプラリオを聖母マリアが与えたことについてなのだが、この期間において、カルメル会の修道服の会則で「聖母マリアがスカプラリオを与えた」ということに関する議論で、これも言及もされていないし、暗示されているようでもないこと、ジョン・バコスロプ（John Baconthorpe）のような著名なカルメル会の著作家が、スカプラリオについて言及していないことなどである。
1375年にこのような記録もある。イギリス人のカルメル士会修道士が、ドミニコ会の托鉢修道士と公開討論を行う約束をした。この中で、そのドミニコ会の修道士が自分たちの修道服は聖母から授かったものであると主張したのをこのカルメル会修道士がからかった。この「自分たちの修道服は聖母マリアから授かった」という主張は他の複数の修道会でも共通でなされているものだったのだが、そのカルメル会の修道士はこの主張が、前世紀に自分たちの修道会からでた主張であることを知っているそぶりも見せなかった。
証拠が錯綜する最中で、聖サイモン・ストック以前の他のカルメル会修道士たちが、神秘的なビジョンを見た。この話は後日それが聖サイモン・ストックに関連付けられた形になったという考えが出てきた。
　次のような意見もある。「スカプラリオを歴史的観点からみると、聖母のご出現の歴史性又は真実性について、反駁できないほどの証拠書類が欠如していることを認めなくてはならない。同時に、ご出現を間違いとか、決定的な真実性がないということから、ご出現を非難する意見に、賛成する説得力がある理由も見当たらない。」
 カルメル会本部では、そのウェブサイトに、聖母が御出現になってスカプラリオを手渡したというヴィジョンが歴史的に否定されたとしても、スカプラリオそのものは、聖母の全カルメル会会員に対しての母としての保護、イエスの後を追う個人の約束として、イエスの全ての弟子の完璧なモデルである聖母の足取りを追うものであることは残り続ける。と書いている。

## スカプラリオの約束

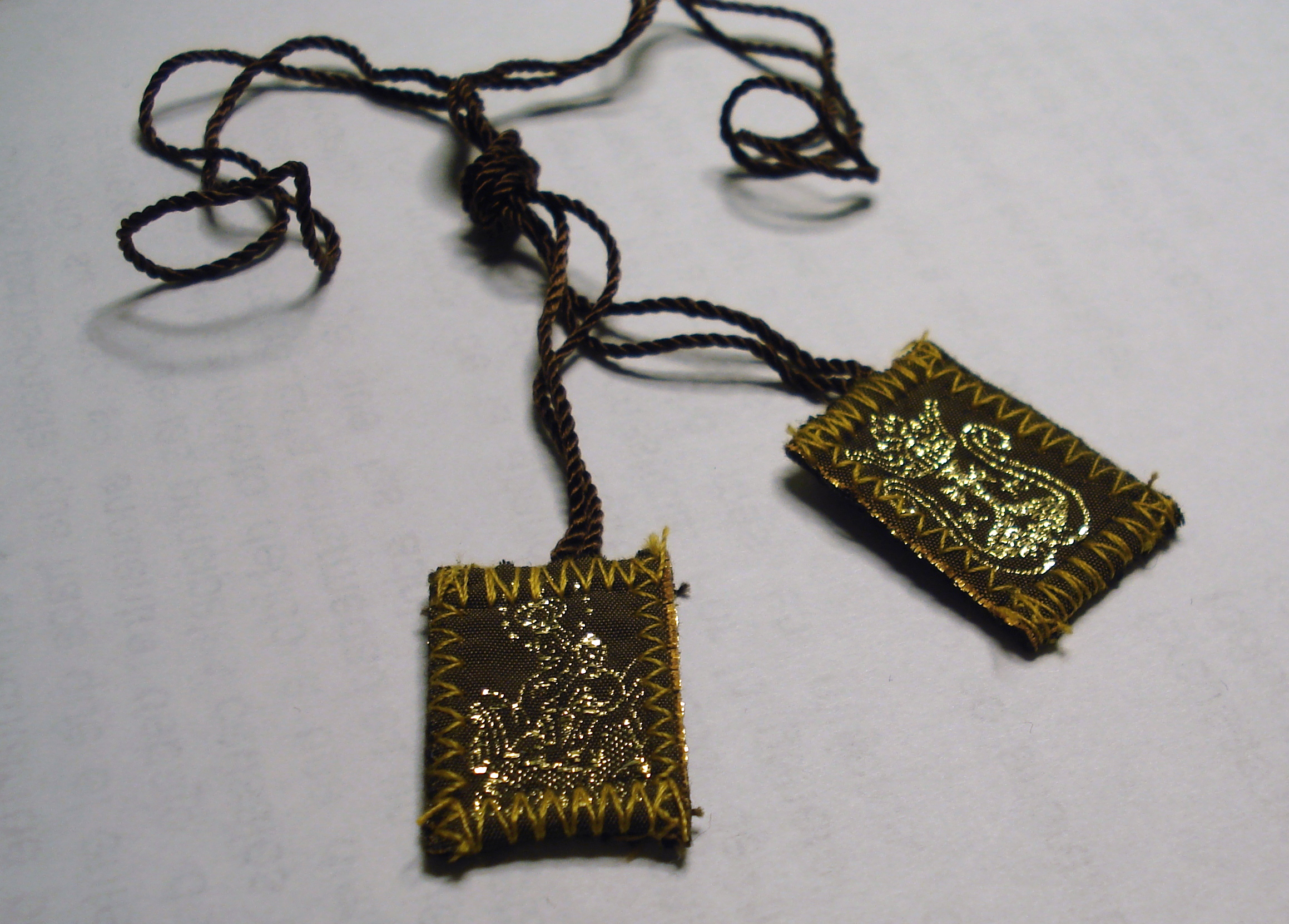
茶色のスカプラリオとも呼ばれるカルメル山の聖母のスカプラリオ.

スカプラリオで約束される事柄は、茶色のスカプラリオ、カルメル会の修道服を着る者は救われるであろうと単に述べられている。元々は、これは、神から召し出されたことに忠実であるカルメル会の修道士について語っているものである。後に小さな茶色のスカプラリオは一般信者に取って秘跡的なものに変わった。
茶色のスカプラリオの霊的な助けの性質については、大変詳細で特殊な描写がされている。歴史的なスカプラリオについての明確な記述は「このスカプラリオを取りなさい。これを身に付けて死ぬものは誰でも永遠の炎で苦しめられることはない。これを救済のしるしにしましょう。危険からの保護と平和への固い約束です。」

ある時期、スカプラリオは、天国へ簡単に行ける道として説かれたことがあったが、これは信仰への批判となった。茶色のスカプラリオに熱心な人々は、時々迷信に迷い込んでいると非難される。カトリック教会のカテキズムは、茶色のスカプラリオのような秘跡的なものは決して聖霊の様な方法で秘跡が与える恵みを与えることはない。しかし、教会で祈る人たちによって、それらが我々に神の恩寵を受け取る準備をし、連携しやすいようにする。という聖母の執り成しによって、辛抱強くなるか、臨終の秘跡の時に、スカプラリオの約束の保障をするものかのどちらかだと、伝統的なスカプラリオの約束を信じる人々は主張する。クロード・ド・ラ・コロンビエール(Claude de la Colombière)は、頑固な後悔しない罪人は、奇跡か、そうでないにしてもにスカプラリオを脱がされるであろうとのことである。と説いた。

## スカプラリオに関連する信念

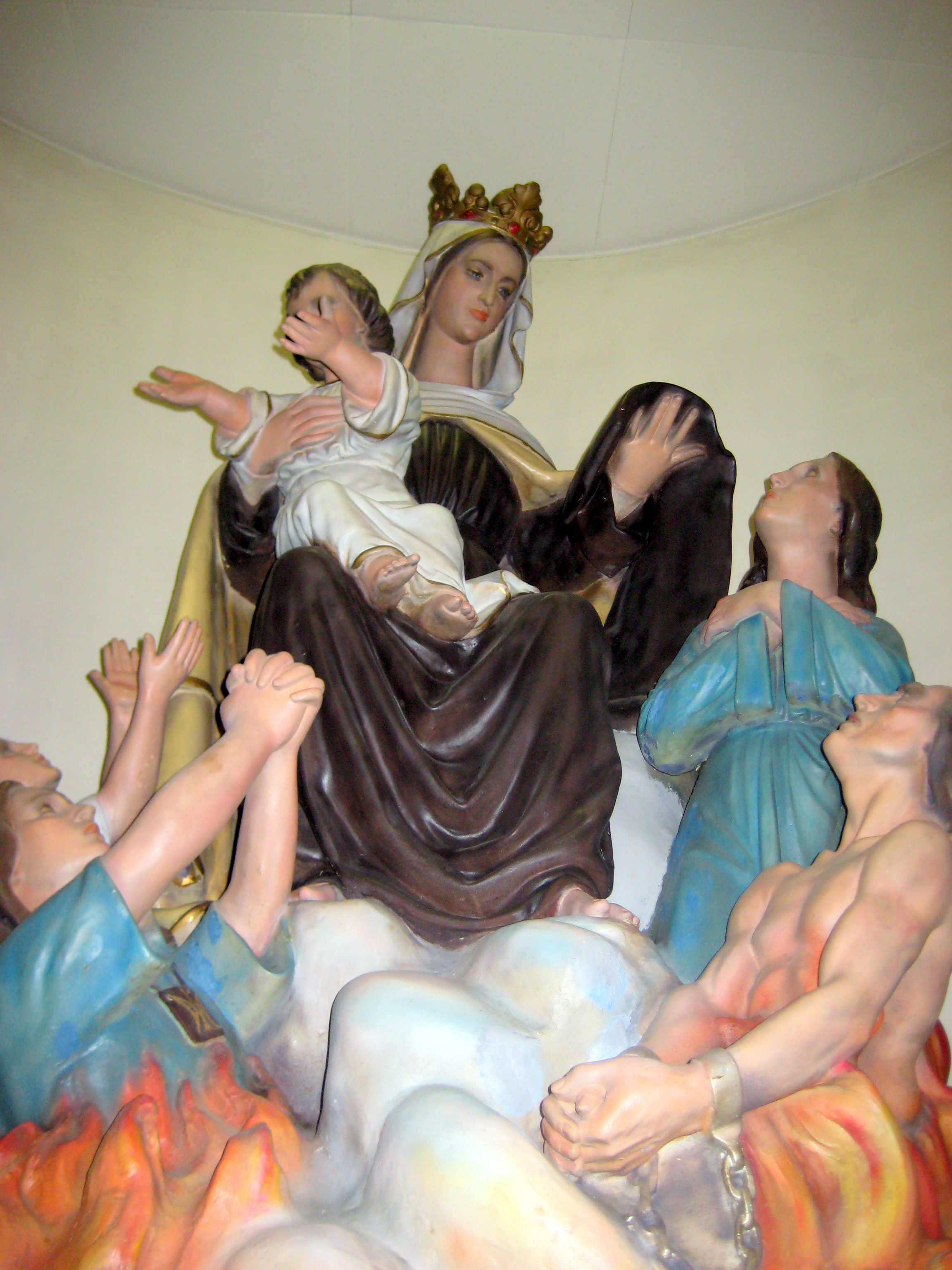
幼子イエスを抱いたカルメル山の聖母像　煉獄の魂の一人がカルメル山のスカプラリオを身に付けて現れた聖母に執り成しを希っている姿。

茶色のスカプラリオについての中心的な信念は、それを身に着ける人の聖母への奉献である。1951年,ピウス12世は聖サイモン・ストックへのビジョンから700周年を記念する式典に書簡をカルメル会に送り、スカプラリオが、「それを身に着ける人々の、汚れなき聖母マリアの聖心への奉献の印となるように」希望すると書いている。
茶色のスカプラリオを最も普及させた信念は、「サバティーン・プリヴィレジ」（Sabbatine privilege）として知られるものである。これは1322年に教皇ヨハネス22世が出したとされている出所の定かでない書簡によるものだが、これによると、教皇ヨハネス22世はあるビジョンを見た。それによると、聖母がその特別な執り成しによって煉獄に降りて来て、煉獄の死者たちが彼らが茶色のスカプラリオをつけるなり、その他の要件を満たしている限り、カルメル会やその俗人会の魂を個人的に救済する。それはその者の死んだ最初の土曜日である。とされる。バチカンは1613年にこの書簡を否定した。バチカンは1613年にこの書簡を否定した。しかし、カルメル会が次のように伝道することは禁じなかった。キリスト者はその修道士と仲間たちの魂の助けによって信仰するであろう。彼らは慈善のうちにこの世を去り、生涯スカプラリオを身に付け、貞節であることを遵守し、毎日定刻に聖母に祈りを捧げたのである。もし彼らが読み書きを出来ない者であっても、教会で定めた大斎・小斎の日を遵守したのである。彼らは死後、特に土曜日に、その成果を得るであろう。－聖母マリアの絶え間なき仲裁、敬虔な嘆願、美徳と加護によって。 これらの構成要素はブラウン・スカプラリオ協会旧版登録条件に反映されている。
今日、カルメル会では、聖母による死者の魂への助けと援助を強く信じるよう強く勧めるとともに、聖母への献身的な祈り、特に土曜日にを捧げるよう勧めている。これらは、カルメル会の教理問答の中で、明白に述べられている。これらは教会の公式な教義と一致している。

茶色のスカプラリオ

## 外観・着用など
2つの茶色の布切れで出来上がっており、片方は胸の方に、そしてもう片方は背負うようにして背中に来るように身に付ける。この2つの布切れは2本のストラップまたは紐で結ばれ、片方は肩越しに背中の位置に来るようにする。ゆえにスカプラリオ（背中の葉）と呼ばれる。茶色のスカプラリオは特に縫い付けるイメージ像は必要としない。過去にスカプラリオは純粋のウールであることが求められたが、今日それはもはや適用されなくなった。カルメル会の修道服もまた現在ではウール以外で高価ではないが、より耐久性の高い素材でできている。スカプラリオは通常、修道服の下に着用されるが、下着にピンで留めることはない。
ウールは熱帯気候の中ではすぐに劣化するため、1910年に、スカプラリオを正式に授けられた者は、適切に祝別されたメダルのスカプラリオを着用して良いことになった。このメダルはイエスの聖心ともう一つの面には聖母が描かれている。
しかしながら、教皇聖ピウス10世は布製のスカプラリオの方を優先すると表明している。教皇ベネディクトゥス15世もまた教会はメダルのスカプラリオよりもむしろ布製のものを優先すると宣言した。この宣言は、布製のスカプラリオが修道服としての衣服であることに価値があることを重要視したためである。

## 茶色のスカプラリオの授与と登録の儀式
カトリック教会の司祭は洗礼を受けた信徒に茶色のスカプラリオを授与して良いことになっている。一般の信徒はスカプラリオを祝別することは出来ない。その祝別と授与の方法がどのカトリック教会の教区にもおいてある祝別の書に書いてある もっとも最近の茶色のスカプラリオの祝別と登録の儀式は1996年に典礼秘跡省に承認されたもので、小冊子まで出版されている。。
略式の着衣式の式次第は以下のとおり
このスカプラリオを受け取りなさい。イエスの母、聖母マリアとあなたの特別な関係の印です。そして、彼女を見習いなさい。願わくはこれが、キリスト者としての尊厳をあなたに思い起こさせるものとなりますように。他の人に奉仕し、聖母マリアを見習ううちに。
聖母マリアの御加護とカルメル会の家族に属することの印であるこれを身につけなさい。自らが、神のご意志に従って行動し、神のご計画される平和と正義のコミュニティ真実の世界の建設に身を尽くしなさい。
1996年に典礼秘跡省によって認可された教義上の声明によると、「カルメル山の聖母への献身は、歴史とカルメル山の聖母の兄弟たちによる修道会が持つ霊的な価値に基づくものであり、そしてそれがこのスカプラリオに表されている。故に、茶色のスカプラリオを受け取った者は誰であれ、この会のメンバーとなり、自己の人生の状態の特性に基づき、その霊性に従って生きることを誓う。」

## 茶色のスカプラリオについてのカトリック教会の教え
カルメル会員であり、学者のキィリアン・キャバノフ神父によると、カルメル修道会はカトリック教会における茶色のスカプラリオの位置づけを次のように要約している。
伝統的に神聖なるものとしてのそのスカプラリオに関しては、カトリック教会はその歴史の中でその意味をはっきりと伝え、それを守り、特権を承認するように介在して来た。
これらのカトリック教会の文書にはカルメル会のスカプラリオの性質と意味が十分に示されている。
1. そのスカプラリオは聖母マリアが与えた修道服であり、衣服である。これはしるしであり、かつ特権である。聖母に属していることを表す印である。生きている時も死後も、聖母マリアの母としての保護を受ける特権である。
2. 署名　これは因習的に署名する3つの要件で、厳密に結びついている。第一に、聖母を特別に崇敬する宗教的な家族、カルメル修道会に属すること。第2に、聖母への奉献そして、聖母の聖心を信ずること。第3に、聖母の美徳を模することにより、聖母のようになることの教唆、とりわけ、謙遜、貞節、そして祈りの精神である。